# Siyablı
 (juin 2021).
Siyablı (aussi, Siobili et Siyably) est un village du district de Lankaran en Azerbaïdjan. Le village fait partie de la municipalité de Rvo.